# Untesrova
Untesrova är en kulle i Finland.   Den ligger i den ekonomiska regionen  Fjäll-Lappland  och landskapet Lappland, i den norra delen av landet, 800 km norr om huvudstaden Helsingfors. Toppen på Untesrova är 340 meter över havet.
Terrängen runt Untesrova är huvudsakligen platt.  Trakten runt Untesrova är nära nog obefolkad, med mindre än två invånare per kvadratkilometer.